# Krzysztof Liedel
Krzysztof Liedel (ur. 25 czerwca 1969 w Warszawie, zm. 18 kwietnia 2021 tamże) – polski prawnik, policjant i publicysta, specjalista w zakresie terroryzmu międzynarodowego i jego zwalczania, rugbysta.
Doktor nauk wojskowych. Dyrektor Departamentu Prawa i Bezpieczeństwa Pozamilitarnego Biura Bezpieczeństwa Narodowego, dyrektor Centrum Badań nad Terroryzmem Collegium Civitas, kierownik Instytutu Analizy Informacji Collegium Civitas oraz pracownik naukowy Instytutu Badań nad Przestępczością Zorganizowaną i Terroryzmem Wydziału Bezpieczeństwa Wewnętrznego i Administracji Wyższej Szkoły Policji w Szczytnie. Redaktor naczelny kwartalnika „Terroryzm: zagrożenia – prewencja – przeciwdziałanie”.

## Życiorys
Syn Stanisława i Danuty. Od 1988 pełnił służbę w Milicji Obywatelskiej, a następnie w Policji. Słuchacz Akademii Spraw Wewnętrznych (Wydział Bezpieczeństwa Państwa) od 1989, szkolącej kadrę SB MSW. W latach 1989–1993 słuchacz Wyższej Szkoły Policji w Szczytnie. W latach 1995–2005 pracował w Centrum Szkolenia Policji w Legionowie, gdzie był naczelnikiem Wydziału Logistyki Wydziału Ochrony Informacji Niejawnych i wykładowcą w Zakładzie Prawa i Taktyki Kryminalistycznej. W latach 2005–2007 pracował w MSWiA, gdzie był naczelnikiem Wydziału ds. Przeciwdziałania Zagrożeniom Terrorystycznym Departamentu Bezpieczeństwa Publicznego, członkiem Stałej Grupy Eksperckiej Międzyresortowego Zespołu ds. Przeciwdziałania Zagrożeniom Terrorystycznym i kierownikiem zespołów zadaniowych Międzyresortowego Centrum ds. Zwalczania Przestępczości Zorganizowanej i Międzynarodowego Terroryzmu.
Wykładowca Collegium Civitas w Warszawie, Akademii Obrony Narodowej, Uniwersytetu Warszawskiego oraz Wyższej Szkoły Policji w Szczytnie. Stypendysta rządu Stanów Zjednoczonych (uczestniczył między innymi w finansowanym przez Departament Stanu USA Programie International Visitor Leadership). Niezależny ekspert Sekcji ds. Zapobiegania Terroryzmowi Rady Bezpieczeństwa Organizacji Narodów Zjednoczonych. Członek International Association of Crime Analysts oraz International Association for Counterterrorism & Security Professionals.
Absolwent Wydziału Prawa i Administracji UMCS. Ukończył także studia podyplomowe w zakresie bezpieczeństwa informacyjnego (AON), nauk o polityce (Instytut Studiów Politycznych PAN) oraz organizacji i zarządzania (WAT). W 2009 obronił pracę doktorską Zarządzanie zasobami informacyjnymi w warunkach zagrożeń terrorystycznych dla bezpieczeństwa państwa, napisaną pod kierunkiem prof. Piotra Sienkiewicza na Wydziale Bezpieczeństwa Narodowego Akademii Obrony Narodowej. Był autorem książek, monografii i ponad 50 artykułów na temat terroryzmu i jego zwalczania oraz bezpieczeństwa informacyjnego. W czerwcu 2013 ukazała się książka Gliniarz, która powstała na bazie doświadczeń pracy w policji Krzysztofa Liedla, jej współautorem jest Marcin Ciszewski.
W latach 1988–2014 był zawodnikiem rugby kolejno w klubach: Legion Legionowo, CSP Legionowo, Orkan Sochaczew, Skra Warszawa i Biało-Czarni Nowy Sącz. W 2015 (od 21 marca do 29 listopada) pełnił funkcję prezesa Polskiego Związku Rugby.
W 2015 został odznaczony Złotym Krzyżem Zasługi.
W 2019 bez powodzenia kandydował do Sejmu z listy Sojuszu Lewicy Demokratycznej (pomimo początkowych planów startu z listy Koalicji Obywatelskiej).
Zmarł 18 kwietnia 2021 w wyniku choroby COVID-19, pochowany w Dęblinie.

## Publikacje
- Terror w Polsce – analiza wybranych przypadków, [współautor: Andrzej Mroczek], Warszawa 2013.
- Analiza informacji w działaniu, (red.), Warszawa 2012.
- Analiza informacji. Teoria i praktyka, [współautorzy: Paulina Piasecka, Tomasz R. Aleksandrowicz], Warszawa 2012.
- Terroryzm bombowy – przeciwdziałanie zagrożeniom wynikającym z użycia ładunku wybuchowego, (red.) Warszawa-Szczytno 2012.
- Zamach w Norwegii. Nowy wymiar zagrożenia terroryzmem w Europie, (red.), Warszawa 2011.
- Oswoić strach. Rozmowa o dekadzie terroryzmu, Z Krzysztofem Liedelem rozmawia Dorota Kowalska, Warszawa 2011.
- Bezpieczeństwo Mistrzostw Europy w Piłce Nożnej. Euro 2012, [red. nauk.], Warszawa 2011.
- Transsektorowe obszary bezpieczeństwa narodowego, [red. nauk.], Warszawa 2011.
- Otwarte źródła informacji w działalności wywiadowczej, [współautor: Tomasz Serafin], Warszawa 2011.
- Bezpieczeństwo w XXI wieku. Asymetryczny świat, [red. nauk.], Warszawa 2010.
- Zwalczanie terroryzmu lotniczego, [współautor: Tomasz Aleksandrowicz], Szczytno 2010.
- Zwalczanie terroryzmu międzynarodowego w polskiej polityce bezpieczeństwa, Warszawa 2010.
- Terroryzm w medialnym obrazie świata. Administracja, dziennikarze, terroryści w epoce walki informacyjnej, [red. nauk.], Warszawa 2010.
- Zarządzanie informacją w walce z terroryzmem, Warszawa 2010.
- Rola mediów w przeciwdziałaniu terroryzmowi, [red.nauk], Warszawa 2009.
- Nowe technologie w przeciwdziałaniu terroryzmowi. System PROTEUS, [red. nauk.], Warszawa 2009.
- Jak przetrwać w dobie zagrożeń terrorystycznych. Elementy Edukacji antyterrorystycznej, [współautor: Paulina Piasecka], Warszawa 2007.
- Administracja publiczna w systemie przeciwdziałania nadzwyczajnym zagrożeniom dla ludzi i środowiska, (red.), Bielsko-Biała – Warszawa 2007.
- EURO 2012 – Mistrzostwa Europy w cieniu terroryzmu, seria „Studia i Analizy”, (red.), Warszawa 2007.
- Terroryzm – anatomia zjawiska, (red.), Warszawa 2006.
- Jak się zachować w sytuacji zakładniczej – poradnik, [współautor: Paulina Piasecka], Warszawa 2006.
- Polityczne metody zwalczania terroryzmu, (red.), Toruń 2006.
- Bezpieczeństwo informacyjne w dobie terrorystycznych i innych zagrożeń bezpieczeństwa narodowego, Toruń 2005.
- Terroryzm – znak naszych czasów, Warszawa 2005.
- Współpraca międzynarodowa w zwalczaniu terroryzmu, [współautor: Paulina Piasecka], Warszawa 2004.
- Terroryzm – wybrane zagadnienia, COS ABW im. Grota Roweckiego w Emowie 2003.
- Zwalczanie terroryzmu lotniczego – aspekty prawnomiędzynarodowe, Wydawnictwo JURYSTA, Warszawa 2003.